# Гегамски хребет
Гегамският хребет или Агмагански хребет ({на арменски: Գեղամա լեռնաշղթա; на руски: Гегамский хребет) е планински хребет, част от система на Арменската планинска земя.
Простира се на около 85 km от север (долината на река Раздан, ляв приток на Аракс) на юг, между Араратската равнина на запад и езерото Севан на изток в централната част на Армения. На запад се свързва с Ераноския хребет, а на югоизток – с Вардениския хребет. Максимална височина връх Аджаак 3597 m, (40°13′30″ с. ш. 44°57′00″ и. д. / 40.225° с. ш. 44.95° и. д.), издигащ се в средната му част. Други по-характерни върхове са Спитакасар 3555 m и Севкатар 3225 m. Изграден е от туфи и лави. Има няколко изгаснали вулкана. Западните му склонове са дълги и полегати, по които се стичат реките Азат, Ведичай и др. леви притоци на Аракс, а източните му склонове, обърнати към езерото Севан са стъмни, по които в езерото се вливат къси и бурни реки – Кухудере, Цакар, Аргачи и др. Покрит е с високопланински пасища. В източното му подножие е разположен град Гавар.

## Топографска карта
- К-38-XХХІІІ М 1:200000[2]
- J-38-7 М 1:100000[3]